# Восточноминьский язык
Восточноминьский диалект (по другим классификациям — восточноминьский язык), или минь-дун, — диалект китайского языка, фактически самостоятельный язык, распространён в восточной части провинции Фуцзянь (КНР) вблизи городов Фучжоу и Ниндэ. Стандартной формой восточноминьского языка считается фучжоуский (под)диалект.

## Географическое распространение

### Фуцзянь и окрестности

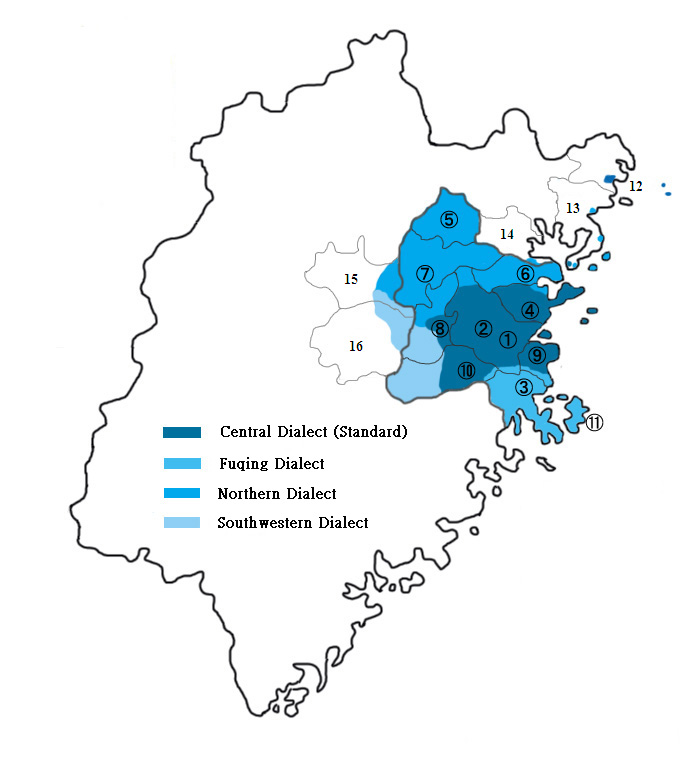
Ветви восточноминьского языка

Восточно-минские разновидности в основном распространены в восточной части провинции Фуцзянь (闽东) Китайской Народной Республики, в городах Фучжоу и Ниндэ и их окрестностях. Он является также родным языком для жителей островов Мацзу, контролируемых Китайской Республикой. Кроме того, жители Тайшуня и Цаннаня к северу от Фуцзянь в провинции Чжэцзян также говорят на диалектах восточноминьского языка. Восточноминьский язык обычно сосуществует с официальным стандартным китайским языком во всех этих областях.

### Соединенные Штаты
Поскольку прибрежная зона Фуцзяни была исторической родиной большой диаспоры китайцев, разновидности восточноминьского языка также можно найти по всему миру, особенно в соответствующих китайских кварталах. Города с высокой концентрацией таких иммигрантов включают Нью-Йорк, особенно Маленький Фучжоу, Манхэттен, Сансет-Парк в Бруклине и Флашинг в Куинсе.

### Европа
Восточноминьский язык также встречается в различных китайских кварталах в Европе, включая Лондон, Париж и Прато в Италии.

### Япония и Малайзия
Китайские общины в Икэбукуро в Токио , а также в Сибу, Сараваке, Малайзии, имеют значительную часть населения, говорящего на восточноминьском языке. Сообщества выходцев из Фучжоу также можно найти в Ситьяване, Пераке и Йон-Пене, Джохорe в Западной Малайзии.

## Классификация
Восточный Мин условно делится на три ветви:
- Группа диалектов хугуань (侯官片), также называемая южной подгруппой, включающая диалект Фучжоу, диалект Фуцина[англ.], диалект Ляньцзян и диалект островов Мацзу.
- Группа диалектов Фунина (福寧片), также называемая северной подгруппой, включая диалект Ниндэ[англ.] и диалект Фуаня[англ.].
- Маньцзянский диалект[англ.] (蠻講), на котором говорят в некоторых частях Тайшуня и Цаннани, Вэньчжоу, Чжэцзянa.

Помимо этих трёх ветвей, к восточноминьскому также относят некоторые диалектные анклавы в провинции Гуандун. Чжуншаньминь — группа разновидностей миньского, на которых говорят в округе Чжуншань провинции Гуандун. Диалект Лунду и диалект Наньлан принадлежат к группе восточноминьских диалектов, а саньсянский диалект — к группе южноминьских диалектов.

## Восточноминьская Википедия
Существует раздел Википедии на восточноминьском языке («Восточноминьская Википедия»), первая правка в нём была сделана в 2006 году. По состоянию на 10:39 (UTC) 16 июля 2025 года раздел содержит 16 659 статей (общее число страниц — 33 504); в нём зарегистрирован 23 571 участник, трое из них имеют статус администратора; 25 участников совершили какие-либо действия за последние 30 дней; общее число правок за время существования раздела составляет 103 571.